# NBA All-Star Game 1977
Le NBA All-Star Game 1977 s’est déroulé le 13 février 1977 dans la Milwaukee Arena de Milwaukee.

## Effectif All-Star de l’Est
- Dave Cowens (Celtics de Boston)
- Bob McAdoo (Buffalo Braves)
- John Havlicek (Celtics de Boston)
- Jo Jo White (Celtics de Boston)
- Julius Erving (76ers de Philadelphie)
- Earl Monroe (Knicks de New York)
- Elvin Hayes (Washington Bullets)
- Pete Maravich (New Orleans Jazz)
- Phil Chenier (Washington Bullets)
- George McGinnis (76ers de Philadelphie)
- George Gervin (Spurs de San Antonio)
- Rudy Tomjanovich (Rockets de Houston)
- Doug Collins (76ers de Philadelphie)

## Effectif All-Star de l’Ouest
- Kareem Abdul-Jabbar (Lakers de Los Angeles)
- Bill Walton (Trail Blazers de Portland)
- Rick Barry (Warriors de Golden State)
- Bobby Jones (Nuggets de Denver)
- Norm Van Lier (Bulls de Chicago)
- Phil Smith (Warriors de Golden State)
- David Thompson (Nuggets de Denver)
- Paul Westphal (Suns de Phoenix)
- Maurice Lucas (Trail Blazers de Portland)
- Don Buse (Pacers de l’Indiana)
- Bob Lanier (Pistons de Détroit)
- Dan Issel (Nuggets de Denver)
- Billy Knight (Pacers de l’Indiana)